# Речиці (Лодзинське воєводство)
Речиці (пол. Reczyce) — село в Польщі, у гміні Доманевиці Ловицького повіту Лодзинського воєводства.
Населення — 477 осіб (2011).
У 1975-1998 роках село належало до Скерневицького воєводства.

## Демографія
Демографічна структура станом на 31 березня 2011 року:
|          | Загалом | Допрацездатний вік | Працездатний вік | Постпрацездатний вік |
| -------- | ------- | ------------------ | ---------------- | -------------------- |
| Чоловіки | 241     | 57                 | 157              | 27                   |
| Жінки    | 236     | 45                 | 129              | 62                   |
| Разом    | 477     | 102                | 286              | 89                   |